# Хай (буква)
Ϧ, ϧ (хай, копт. ϧⲁⲓ, также хей, копт. ϧⲉⲓ) — двадцать восьмая буква коптского алфавита, обозначающая звук [x]. Происходит из демотического письма.

## Использование
Происходит от демотического знака , который, в свою очередь, является скорописным вариантом иероглифа 
| M12 |

ḫ.
В саидском диалекте не употребляется, вместо неё используется ϩ, в бохайрском диалекте обозначает звук [x] и передаёт древнеегипетские согласные ḫ и ẖ. В греческих заимствованиях с тем же звуковым значением может использоваться ⲭ.